# Capa de Mold

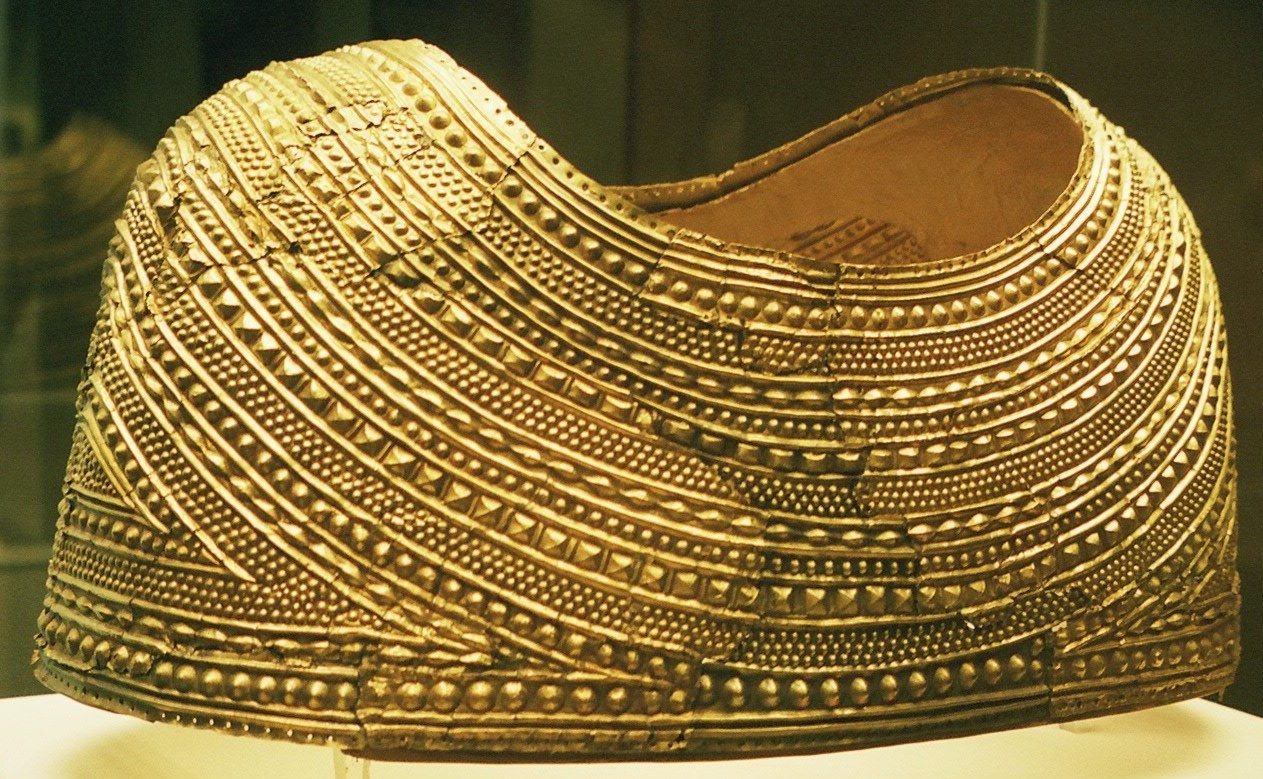
Capa de ouro de Mold, Idade do Bronze,Museu Britânico de Londres.

A capa de Mold é um ornamento cerimonial em ouro, única de sua espécie, datada da Idade do Bronze (cerca de 1900-1600 a.C.), encontrada no Reino Unido no ano de 1833.

## Histórico
A capa foi encontrada no monte Bryn yr Ellyllon ("das Fadas e dos Duendes"), situado na localidade de Mold, no condado de Flintshire, Gales do Norte, às margens do rio Alyn, por trabalhadores de uma pedreira no ano de 1833. Estava encerrada numa espécie de túmulo de pedra, no interior do qual havia um esqueleto que portava a capa, então fragmentada. Esta foi posteriormente objeto de cuidadosa restauração, sendo finalmente exibida no Museu Britânico, de Londres.

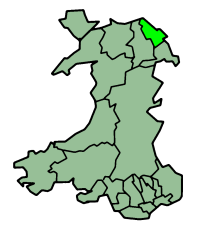
Localização do condado de Flintshire, em Gales do Norte.

A capa era ornamento de uso cerimonial, e deve ter pertencido a alguma autoridade religiosa. Os diversos fragmentos originais da capa foram dispersos entre vários colecionadores até que a maioria voltou a ser reunida, sendo atualmente exposta de forma permanente no Museu Britânico.

## Características
- Material: folhas de ouro, tiras de bronze e couro no interior.
- Peso: 560 gramas.